# El Jazmin, Zacatecas
El Jazmin är en ort i Mexiko.   Den ligger i kommunen Mazapil och delstaten Zacatecas, i den centrala delen av landet, 700 km nordväst om huvudstaden Mexico City. El Jazmin ligger 1 986 meter över havet och antalet invånare är 239.
Terrängen runt El Jazmin är platt åt nordost, men åt sydväst är den kuperad.  Trakten runt El Jazmin är nära nog obefolkad, med mindre än två invånare per kvadratkilometer. Närmaste större samhälle är El Vergel, 19,6 km öster om El Jazmin. Omgivningarna runt El Jazmin är i huvudsak ett öppet busklandskap.